# Ostatni dzień lata (film 1958)
Ostatni dzień lata – polski film psychologiczny z 1958 roku w reżyserii Tadeusza Konwickiego. Debiutancki film Konwickiego ukazuje losy dwojga ludzi, którzy spotykają się na plaży: młodego mężczyzny (Jan Machulski) i dojrzałej kobiety (Irena Laskowska). Chłopak żywi uczucie do kobiety, która wciąż wspomina swojego narzeczonego, pilota będącego na emigracji w Wielkiej Brytanii.
Film Konwickiego, nakręcony za skromną sumę 10 tysięcy złotych z udziałem jedynie dwojga aktorów, był bezprecedensowym wydarzeniem w polskiej kinematografii, a zarazem formą osobistego rozrachunku literata z dotychczasowym socrealistycznym dorobkiem literackim. Ostatni dzień lata, wysłany na Międzynarodowy Festiwal Filmowy w Wenecji, zdobył Grand Prix festiwalu w kategorii filmów krótkometrażowych.

## Fabuła

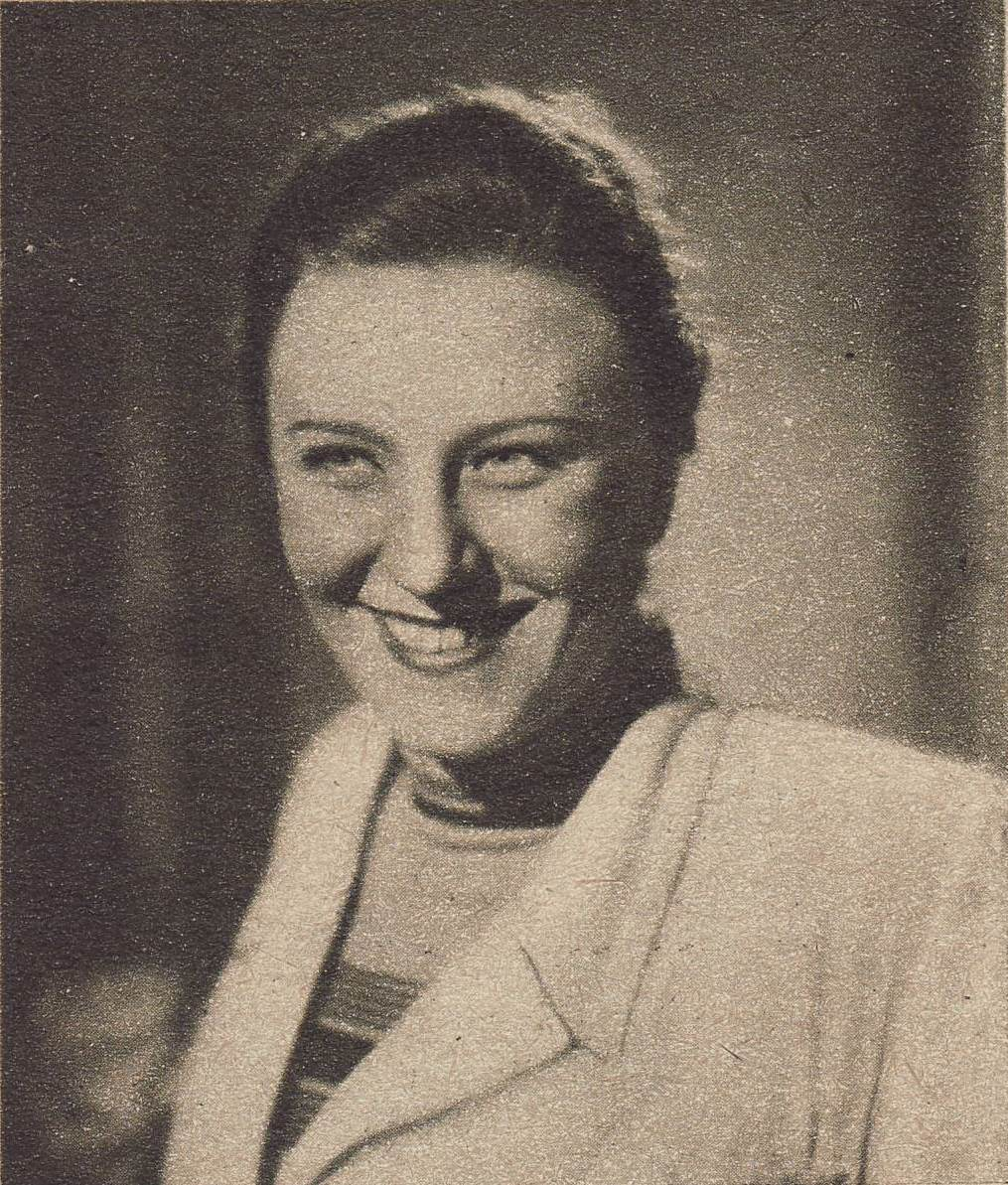
Irena Laskowska (1947)

Na plaży przebywa kobieta targana wspomnieniami okupacyjnymi. Po niebie suną odrzutowce, które jej zdaniem przypominają samoloty gotowe do bombardowania. Na plaży pojawia się chłopak, który wcześniej ją śledził, lecz zachowuje się tak, jakby przyszedł na plażę przypadkiem. Kobietę drażni obecność natarczywego chłopaka, którego policzkuje. Chłopak chce się przed nią popisać, wskakując do morza Przykrywają go fale, co wywołuje u kobiety wrażenie, że on się topi. Kobieta biegnie na ratunek, wyławia chłopaka i robi mu sztuczne oddychanie. Ocucony chłopak wyjawia, że śledził ją od dwóch tygodni. Potem, gdy odkrywa, że kobieta wciąż traktuje go protekcjonalnie, deklaruje, że jest dojrzałym mężczyzną w wieku 28 lat.
Oboje plażowiczów próbuje smażyć rybę nad ogniskiem, a chłopak przynosi jej kwiaty. Choć uczucie między nimi się pogłębia, dopada ich melancholia. Chłopak twierdzi, że jest dzieckiem o „goryczy i jadzie” bliskim „starej małpy”. Próbuje przekonać ją, żeby nie wyjeżdżała pociągiem. Kobieta przyznaje, że nie ma nikogo w swoim życiu, a jej narzeczony bezpowrotnie wyemigrował do Wielkiej Brytanii jako pilot samolotu. Jednak nie ulega namowom chłopaka i wchodzi do wody, by zniknąć w odmętach Bałtyku.

## Produkcja

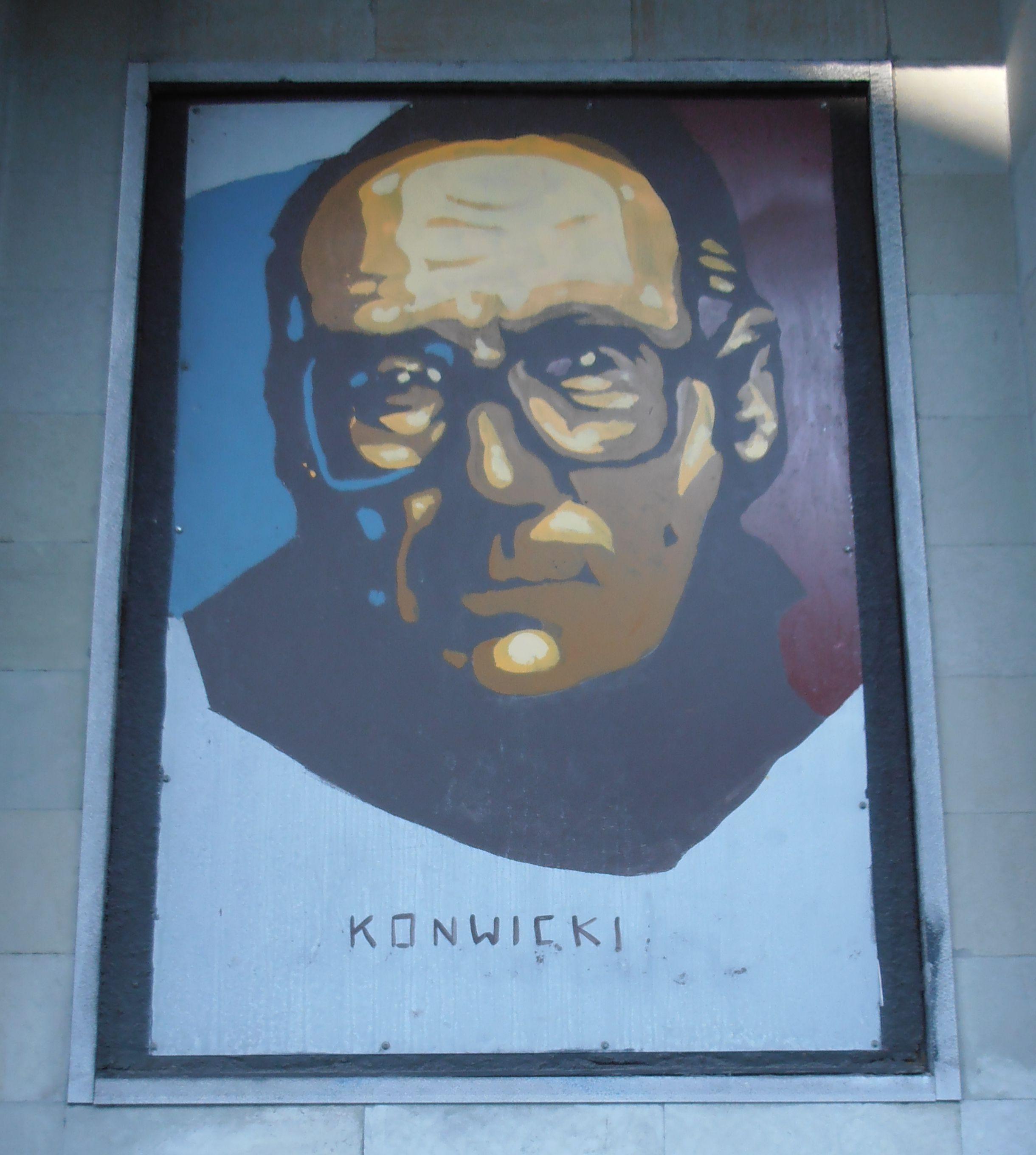
Podobizna Tadeusza Konwickiego w Galerii Osobowości Warszawy

Tadeusz Konwicki, przystępując do realizacji swojego debiutanckiego filmu, próbował od nowa rozpocząć własną twórczość artystyczną. Tworząc Ostatni dzień lata, Konwicki zamierzał zatrzeć swój wizerunek pisarza związanego z socrealizmem, autora propagandowej powieści Władza (1954). W obliczu zmierzchu stalinizmu w Polsce Konwicki uświadomił sobie, że jego dotychczasowa twórczość była skompromitowana. Jak wspominał literat: „w 1956 roku runęła moja nadpiłowana gałąź i ja razem z nią. Gruchnąłem o ziemię, aż trzeszczały kości”. Dlatego też, kiedy około połowy 1957 roku „żegnany szyderstwem, przekleństwem, szczerym życzeniem złamania karku” Konwicki wybierał się nad morze z kilkoma przyjaciółmi, zamierzał nakręcić spontanicznie film, który odkłamałby jego twórczość.
Konwicki jako reżyser amator, w chwili odwilży popaździernikowej, skorzystał z tymczasowego przepisu prezesa Urzędu Kinematografii Leonarda Borkowicza, który nadał zespołom filmowym prawo produkcji filmów nieprzekraczających średniego limitu „ustalonego prawem rocznym”. Zespół Filmowy „Kadr” przyznał Konwickiemu, jako jego kierownikowi artystycznemu, niską sumę 10 tysięcy złotych w gotówce, 6 tysięcy metrów taśmy oraz kamerę Arriflex dla operatora Jana Laskowskiego. Konwicki zebrał niewielką ekipę filmową i wyjechał na plażę w Szklanej Hucie, argumentując swoją decyzję poszukiwaniami taniego pleneru. Scenariusz z tych samych względów przewidywał obecność na planie jedynie dwojga aktorów: Ireny Laskowskiej i Jana Machulskiego. Oboje zdecydowali się grać za darmo.
Konwicki, uzyskawszy pozwolenie na robienie zdjęć między Białogórą a Łebą, ustanowił swoją bazę w baraku znajdującym się trzy kilometry od plaży. Sprzęt dowożono na miejsce akcji małymi wózkami. Nie nagrywano dźwięku na planie z powodów technicznych, a aktorzy starali się zapamiętać swoje kwestie dialogowe, aby powtórzyć je później w studiu nagraniowym. Jako statyw do kamery posłużył konar, a wysięgnik zastąpiła stara drabina.
Podczas prac nad filmem Jan Laskowski zachorował na zapalenie płuc i musiał leżeć w szpitalu. Kręcenie przełożono na inny okres; nie powiodły się próby wywołania filmu bez udziału Laskowskiego. Kiedy Laskowski wyzdrowiał, zdjęcia trzeba było powtórzyć. Ostatnie sceny kręcono w październiku 1957 roku, kiedy nad Bałtykiem panował już przymrozek.

## Odbiór
Ostatni dzień lata był dobrze oceniany za granicą. Zdaniem Andrzeja Jachimczyka z „Millenium Film Journal” Ostatni dzień lata jest jednym z najważniejszych filmów polskich epoki popaździernikowej. Paul Rotha dla brytyjskiego magazynu „Sight & Sound” uznał dzieło Konwickiego za „film kompletny”, w którym jest „ekonomia stylu i treści, a jednocześnie bogactwo znaczącego detalu”. Według C. A. Milvertona z amerykańskiego pisma „Film Quarterly” film Konwickiego „wcale nie jest arcydziełem, ale jest najwybitniejszym filmem fabularnym polskiej szkoły filmowej, który ukazał się w tym kraju [Stanach Zjednoczonych]”.
Tadeusz Lubelski uznał Ostatni dzień lata za „film nowofalowy avant la lettre”, gdyż powstał on jeszcze przed sezonem 1959/1960, uznawanym za nurt założycielski francuskiej Nouvelle Vague. W debiucie Konwickiego, jak tłumaczył Jacek Nowakowski, uwidaczniają się cechy bliskie twórcom Nowej Fali: „kult autentyczności, przyzwolenie na reżyserską i aktorską improwizację, eliptyczny charakter narracji, otwarta dramaturgia, stawianie na autentyczność i próbę wyrażania wewnętrznych, emocjonalnych stanów człowieka, często przybierających formę strumienia świadomości”.

## Nagrody i festiwale
Ostatni dzień lata zdobył na Międzynarodowym Festiwalu Filmowym w Wenecji Grand Prix w kategorii filmów dokumentalnych i krótkometrażowych, a na MFF w Brukseli – Nagrodę Główną dla filmu eksperymentalnego. Amerykański reżyser Martin Scorsese uznał film za jedno z arcydzieł polskiej kinematografii i w 2014 roku wytypował go do prezentacji w Stanach Zjednoczonych oraz Kanadzie w ramach festiwalu polskich filmów Martin Scorsese Presents: Masterpieces of Polish Cinema.